# Hércules y el centauro Neso
Hércules y el centauro Neso es una gran obra del escultor Juan de Bolonia, que se encuentra en Florencia.
Giambologna es el nombre italianizado de Jean Boulogne (Douai 1529 - Florencia 1608) fue un escultor francés que llegó a Roma hacia el 1550. Se consideraba profundamente italiano por espíritu  y educación, fue capaz de aceptar la lección de Miguel Ángel y encontrar la medida del manierismo.
Este grupo escultórico fue colocado en primer lugar, en 1599, en la esquina dei Carnesecchi en Florencia; luego se trasladó al lado sur de la galería de los Uffizi, y más tarde se colocó en la plaza que está cerca del Ponte Vecchio, en la margen izquierda del Arno. Desde 1812, se encuentra su sede permanente en la Loggia dei Lanzi en la Piazza della Signoria.
La escultura se caracteriza por una gran fuerza plástica expresada por la fuerte torsión, casi elástica, del cuerpo del centauro Neso, doblado por la fuerza de Hércules.
[Medidas: 
Altura: 180 centímetros
Anchura: 67 centímetros
Longitud: 97 centímetros]

## Bibliografïa
- Lumachi, Francesco (1929). Firenze - Nuova guida illustrata storica-artistica-anedottica della città e dintorni. Florencia,Società Editrice Fiorentina. (en italiano).
- Hernández Perera, Jesús (1988). Historia Uniersal del Arte Volumen VI: El Cinquecento italiano. Barcelona, Editorial Planeta. ISBN 84-320--8906-0.